# Силы специального назначения Азербайджана
Силы специального назначения Министерства обороны Азербайджана (азерб. Azərbaycan Müdafiə Nazirliyinin Xüsusi Təyinatlı Qüvvəlləri) — структурное подразделение Министерства обороны Азербайджана, предназначенное для ведения и организации специальных операций. Исполняющий обязанности командующего Силами специального назначения – генерал-майор Акиф Пирвердиев. Силы специального назначения Азербайджана располагают современным вооружением, боеприпасами и снаряжением ведущих компаний мировой оборонной промышленности. В ходе Второй карабахской войны силы специального назначения внесли решающий вклад в успех азербайджанских войск на ключевых направлениях ударов.

## История

### Предыстория
Первые подразделения специального назначения в Азербайджане начали формироваться в 1991–1992 гг., в первые годы Первой карабахской войны. Костяком этих подразделений становились бывшие военнослужащие Советской армии, зачастую имевшие опыт войны в Афганистане. В декабре 1991 года был образован отряд специального назначения. В феврале 1992 года на базе этого отряда был сформирован 778-й отдельный батальон специального назначения (в/ч 778), который использовался как для разведывательно-диверсионных и войсковых операций, так и для охраны высокопоставленных лиц, посещающих прифронтовую зону. Летом 1993 года этот батальон был расформирован, но многие военнослужащие из него продолжили службу в других подразделениях, занимаясь разведкой, диверсиями и прочими специальными операциями.
В 1992 году был создан также 777-й отдельный батальон специального назначения (в/ч 777), который изначально предназначался для разведывательно-диверсионных операций в тылу противника, по ходу войны всё чаще использовался для обычных войсковых операций из-за нехватки боеспособных регулярных подразделений. В 1993 году этот батальон был переформирован в мотострелковый полк, который после войны был преобразован в мотострелковую бригаду.
В 1992 году в Азербайджане был сформирован и ряд других особых подразделений, включая шесть специальных рейдовых отрядов для рейдов на территорию противника. На базе двух таких отрядов в том же году был создан отдельный разведывательный батальон, преобразованный в 1993 году в 776-й отдельный разведывательный отряд особого назначения. Осенью же 1992 года на базе 772-го рейдового отряда был создан 772-й батальон глубинной разведки под командованием Хикмета Мирзаева, ставшего впоследствии командующим Силами специального назначения Министерства обороны Азербайджана.
Ранние азербайджанские подразделения специального назначения формировались в спешке в условиях боевых действий и испытывали много проблем с вооружением, снаряжением и подготовкой. Но, несмотря на это, они оказались одними из наиболее боеспособных подразделений азербайджанской армии в ходе Первой карабахской войны.

### Создание
Считается, что именно опыт использования специальных подразделений в ходе Первой карабахской войны заложил в высшем военном и политическом руководстве Азербайджана понимание того, что в будущей новой войне в Карабахе будут нужны хорошо подготовленные и вооружённые силы специального назначения.
Силы специального назначения Азербайджана были созданы 30 апреля 1999 года при президенте Гейдаре Алиеве. В формировании подразделения принимали участие офицеры и прапорщики, участвовавшие в Первой карабахской войне 1991—1994 годов. Предполагается, что изначально в Азербайджане существовала как минимум одна бригада специального назначения (воинская часть № 052), расположенная в селе Яшма в Хызинском районе Азербайджана из-за чего бригада носила неофициальне название «Яшма». Весь азербайджанский армейский спецназ до сих пор так часто называют. В последующие годы численность сил специального назначения Азербайджана постоянно росла.
Свою роль в создании Сил специального назначения Азербайджана сыграло также тесное взаимодействие Азербайджана с Турцией, наладившееся в том числе и в военной сфере с самого начала 1990-х годов. Турция имела большой опыт создания и применения сил специального назначения против курдских и леворадикальных группировок как внутри, так и за пределами страны. В формировании азербайджанского спецназа Силы специального назначения Вооружённых сил Турции сыграли особую роль. Инструкторы и советники турецкого командования специальных сил играли ведущую роль в подготовке большей части азербайджанских спецназовцев. Кроме того, азербайджанский спецназ участвует в курсах, проводимых в учебных центрах Пакистана, США и других стран, неоднократно достигал высоких результатов на соревнованиях в США, Турции и Пакистане.

### Последующая история

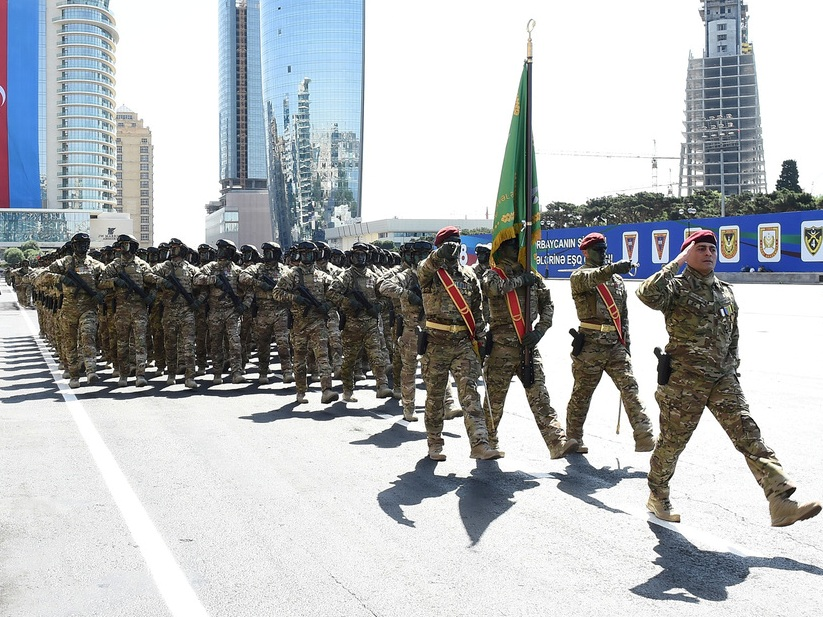
Парадный расчёт Сил специального назначения Азербайджана под командованием генерала Хикмета Мирзаева на параде по случаю 100-летия Вооружённых сил Азербайджана. 26 июня 2018 года

29 апреля 2015 года состоялась церемония вручения боевых знамён вновь созданным воинским частям спецназа.
Подразделения Сил специального назначения принимали активное участие в боях в Нагорном Карабахе в апреле 2016 года, отличившись в уничтожении боевой техники и живой силы подразделений армянских воинских формирований, а двое офицеров спецназа полковник-лейтенант Мурад Мирзаев и майор Самид Иманов были удостоены звания Национального героя Азербайджана (посмертно).
26 июня 2018 года в Баку прошёл торжественный военный парад по случаю 100-летия Вооружённых сил Азербайджана. Участвовавшие в боевых действий в Нагорном Карабахе в начале апреля 2016 года Силы специального назначения Азербайджана под командованием генерала Хикмета Мирзаева также приняли участие в военном параде.
2 апреля 2019 года одну из воинских частей Сил специального назначения посетил Президент Азербайджанской Республики, Верховный главнокомандующий Вооружёнными силами Ильхам Алиев, ознакомился с боевой подготовкой бойцов спецназа на учебной площадке воинской части по специальной подготовке.
В мае 2020 года подразделения Сил специального назначения согласно утверждённому министром обороны плану боевой подготовки отработали задания по захвату объектов и уничтожению диверсионно-разведывательных групп отрядов противника на тактико-специальные учениях.
20 июня 2020 года состоялось открытие ещё одной воинской части Сил специального назначения.
В конце июля — начале августа на территории Азербайджана прошла серия широкомасштабных тактических совместных азербайджано-турецких учений, в первый этап которых были привлечены также подразделения Сил специального назначения Азербайджана. На учениях спецназовцы отработали учебно-боевые задачи по прибытию в назначенные районы с помощью вертолётов, штурму важных стратегических и военных объектов, скрытно передвигаясь по территории с различным рельефом местности, а также занятию выгодных позиций.

### Участие во Второй карабахской войне
В конце сентября 2020 года началась Вторая карабахская война с применением танков, летательных аппаратов и артиллерии. Силы специального назначения внесли решающий вклад в успех азербайджанских войск на ключевых направлениях ударов. Разведывательно-диверсионные группы азербайджанского спецназа отметились успешными действиями в ночное время, в сложной горной местности, а также в тылу противника. Они просачивались в образующиеся бреши в армянской обороне, занимали господствующие высоты, перерезали дороги, обнаруживали важные цели и наводили на них артиллерию и авиацию. Значительную часть главной ударной азербайджанской группировки на южном направлении театра военных действий составляли Силы специального назначения Азербайджана. Так, 4 октября Верховный Главнокомандующий Вооружёнными силами Азербайджана, президент республики Ильхам Алиев поздравил командиров соединений генерал-майора Маиса Бархударова, командующего Силами специального назначения генерал-майора Хикмета Мирзаева и возглавляемый ими личный состав «с освобождением от оккупации города Джебраил и девяти сёл района».
Силы специального назначения Азербайджана сыграли ключевую роль в последующей операции азербайджанских войск, который предрешил исход войны. После пролома армянской линии обороны на южном направлении и выхода на оперативный простор, азербайджанская ударная группировка разделилась. Одна ее часть с бронетехникой продолжила дальнейшей наступление по равнинным районам вдоль границы с Ираном и затем повернула на север в сторону Лачина. Другая часть ударной группировки, которая в основном состояла из сил специального назначения, после взятия Гадрута и Физули пошла вглубь горных районов Нагорного Карабаха в направлении Шуши, занимавшей стратегически важное положение. Операцией командовал генерал-лейтенант Хикмет Мирзоев. Бросок азербайджанского спецназа в сторону Шуши через горы и леса без тяжелой техники оказался неожиданным для армянского командования, которому не удалось найти успешного противодействия. В конце октября отряды сил специального назначения вышли к селениям около Шуши. 4 ноября азербайджанский спецназ занял село Дашалты, расположенное у южного подножия плато, на котором стоит Шуша. Армянские войска пытались контратаковать со стороны Шуши и Лачина, но терпели неудачу. В итоге, азербайджанские штурмовые отряды перерезали дорогу около Шуши и начали штурм самого города. Уже 7 ноября азербайджанские войска установили полный контроль над Шушой и прочно закрепились в городе. 8 ноября Алиев поздравил командира соединений Хикмета Мирзаева с «освобождением Шуши».

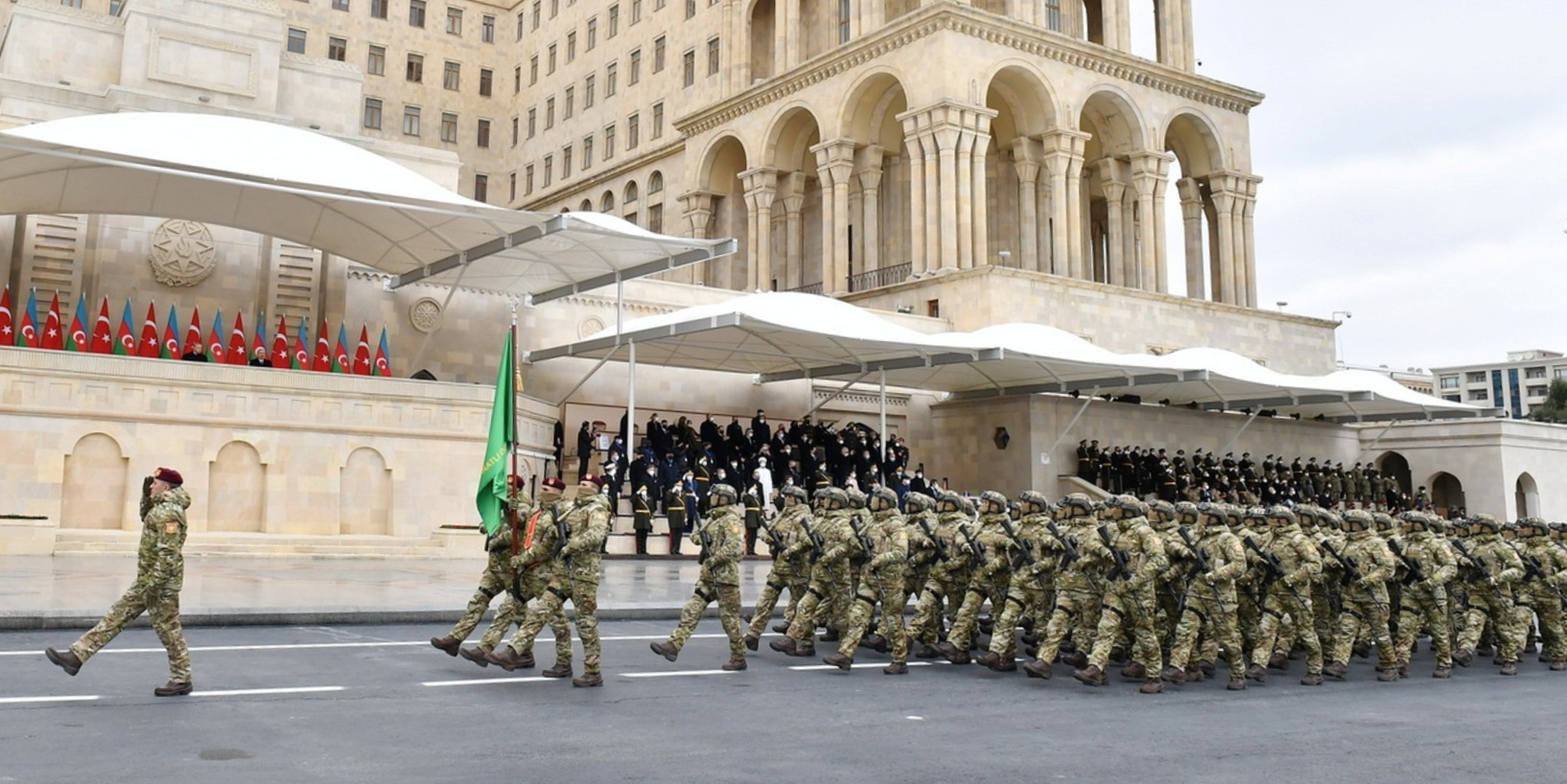
Парадный расчёт Сил специального назначения Азербайджана под командованием генерала-лейтенанта Хикмета Мирзаева на Параде Победы в Баку. 10 декабря 2020 года

Потеряв Шушу, армянская сторона оказалась в тяжелейшей ситуации. Возникла реальная угроза потеря Степанакерта. В случае же удачного продолжения наступления вся крупная группировка армянских войск в Нагорном Карабахе могла быть окружена. Таким образом, падение Шуши предопределило окончание боевых действий и заключение соглашения на выгодных для Азербайджана условиях при посредничестве Российской Федерации.
По итогам войны командующий Силами специального назначения генерал-лейтенант Хикмет Мирзаев, командующий подразделением спецназа генерал-майор Заур Мамедов, а также ещё 33 военнослужащих спецназа были удостоены высшего звания Героя Отечественной войны. Среди них старшие прапорщики Субхан Джебраилов, Яшар Гусейнов, Джамал Исмаилов, Мехраб Нифталиев, прапорщик Эльяр Велиев и младщий прапорщик Орхан Джаббаров.
10 декабря 2020 года в Баку прошёл торжественный Парад Победы по случаю победы Азербайджана в войне в Нагорном Карабахе 2020 года. Парадные расчёты Сил специального назначения Азербайджана под командованием генерал-лейтенанта Хикмета Мирзаева также приняли участие в военном параде.

## Набор в спецназ
При наборе разведчиков в армию, они проходят специальный отбор. Из 100-200 военных отбор проходит всего нескольких человек. При отборе в первую очередь изучается биография кандидата: кто он, откуда, кто его семья. После этого проверяется его физическая подготовка и спортивные показатели. В спецназ берут только добровольцев, затем с ними проводят собеседование. В спецназ могут попасть люди с разными физическими данными. Одним из основных требований является знание нескольких иностранных языков.
После специального 6-месячного курса, успешно прошедшего его кандидата зачисляют в спецназ. Во время курса проводятся занятия по боевой подготовке в разных условиях: в небе, на суше, в воде, в пустыне, в лесу и т.д. Также проверяется умение высаживаться морским и сухопутным десантом, прыгать с парашютом. Основным требованием является научиться сохранять боеспособность в любых условиях и в любом месте.
Также бойцы спецназа проходят курсы по зимнему лыжному спорту, во время которых учатся ходить на лыжах и переносить жёсткие холода.

Бойцы азербайджанского спецназа во время учений. 2 апреля 2019 года
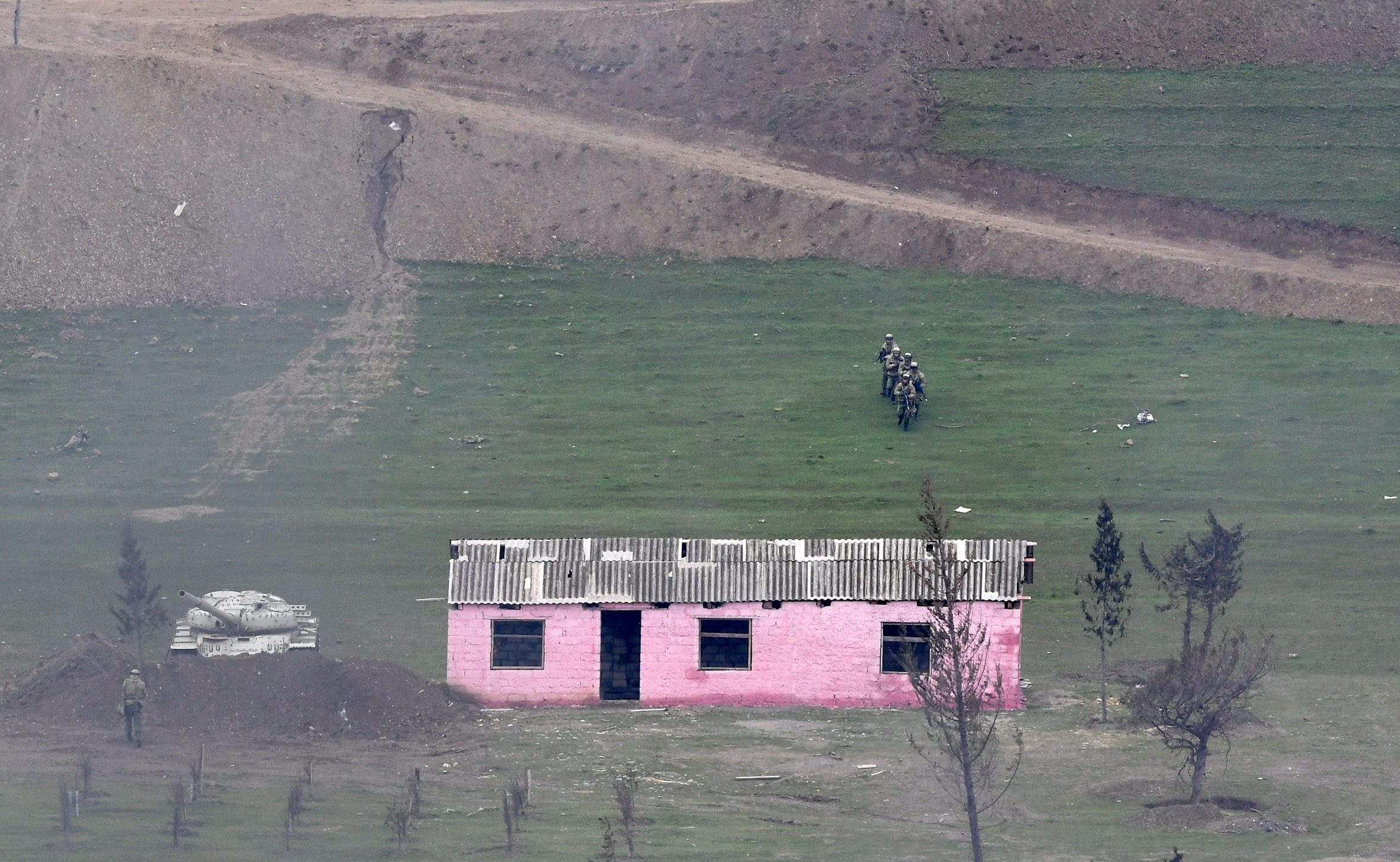
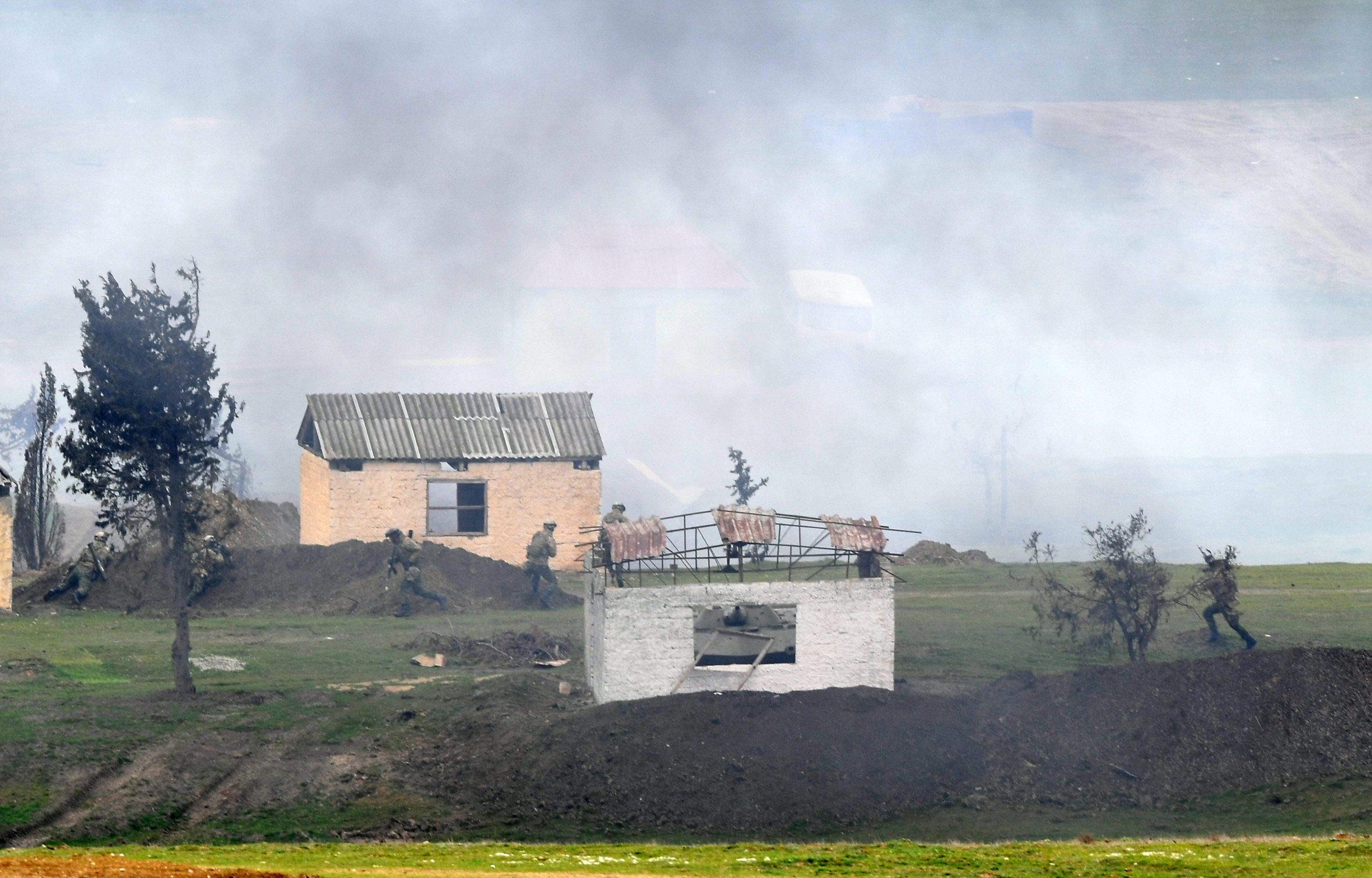
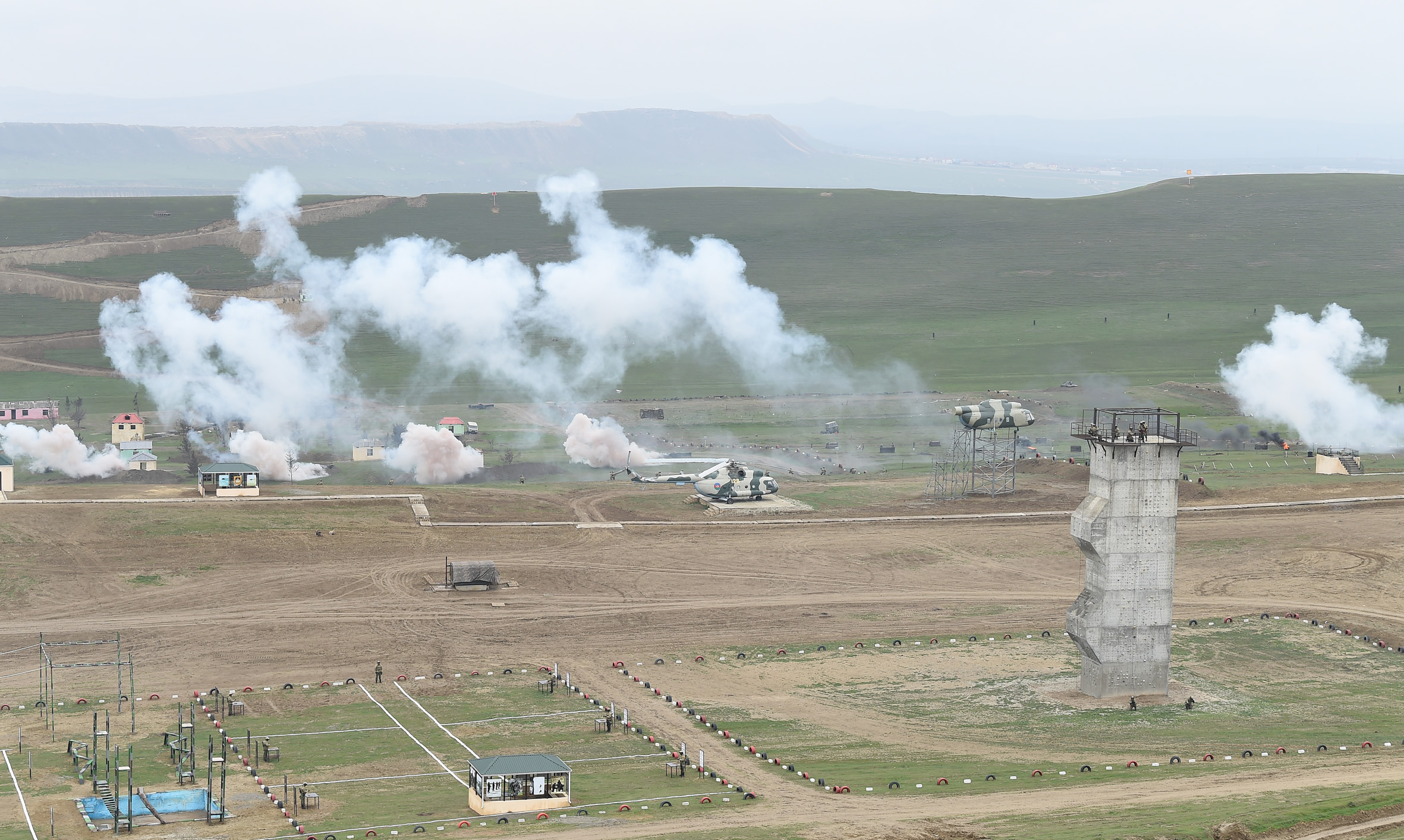

## Вооружение
| Вооружение          | Фотография | Тип вооружения                 | Страна производства                     |
| ------------------- | ---------- | ------------------------------ | --------------------------------------- |
| AK-74M "Хазри"      |            | автомат                        | Россия Азербайджан                      |
| AKMС                |            | автомат                        | СССР                                    |
| AK-74               |            | автомат                        | СССР                                    |
| АКС-74У             |            | автомат                        | СССР                                    |
| IMI Tavor TAR-21    |            | автомат                        | Израиль                                 |
| IWI Tavor X95       |            | автомат                        | Израиль                                 |
| M4                  |            | автомат                        | США                                     |
| AR-15 "Aztex"       |            | автомат                        | Азербайджан                             |
| Uzi                 |            | пистолет-пулемет               | Израиль                                 |
| HK MP5              |            | пистолет-пулемет               | Турция                                  |
| СПП-1СПП-1М         |            | подводный пистолет             | СССР                                    |
| АПС                 |            | подводный автомат              | СССР                                    |
| РПК-74              |            | ручной пулемёт                 | СССР                                    |
| ПКМHP-7,62          |            | пулемёт                        | СССР Азербайджан                        |
| ДШКМ                |            | крупнокалиберный пулемёт       | СССР                                    |
| НСВ "Утёс           |            | крупнокалиберный пулемёт       | СССР                                    |
| РПГРПГ-7В2"Гая"     |            | противотанковый гранатомёт     | СССР Азербайджан                        |
| РПГ-26              |            | реактивная гранта              | СССР                                    |
| Milkor MGL          |            | гранатомёт                     | Южно-Африканская Республика Азербайджан |
| СВД                 |            | снайперская винтовка           | СССР                                    |
| Винторез            |            | снайперская винтовка           | СССР                                    |
| ОСВ-96              |            | снайперская винтовка           | Россия                                  |
| Remington 700       |            | снайперская винтовка           | США                                     |
| Defensive Edge LRKM |            | снайперская винтовка           | США                                     |
| M110                |            | снайперская винтовка           | США                                     |
| 338LM               |            | снайперская винтовка           | Великобритания                          |
| AW308               |            | снайперская винтовка           | Великобритания                          |
| AW50                |            | снайперская винтовка           | Великобритания                          |
| SSG 08 SSG-M1       |            | снайперская винтовка           | Австрия                                 |
| SAN 511             |            | снайперская винтовка           | Швейцария                               |
| Ялгузаг             |            | снайперская винтовка           | Азербайджан                             |
| IST Истиглал        |            | снайперская винтовка           | Азербайджан                             |
| JNG 90 Bora         |            | снайперская винтовка           | Турция                                  |
| Sako TRG-22         |            | снайперская винтовка           | Финляндия                               |
| АГС-17              |            | станковый гранатомет           | СССР                                    |
| Cobra               |            | Боевая разведывательная машина | Турция                                  |
| Plasan Sand Cat     |            | Бронеавтомобиль                | Израиль                                 |
| Orbiter 2M          |            | БПЛА                           | Израиль                                 |
| Оrbiter 1K          |            | Барражирующий боеприпас        | Израиль                                 |
| Skystriker          |            | Барражирующий боеприпас        | Израиль                                 |